# 福岡県保育所一覧
福岡県保育所一覧（ふくおかけんほいくしょいちらん）は、福岡県の保育所の一覧。

## 公立保育所

### 福岡市

#### 東区
- 福岡市立香椎保育所
- 福岡市立西戸崎保育所
- 福岡市立志賀島保育所
- 福岡市立馬出保育所

#### 博多区
- 福岡市立大井保育所
- 福岡市立清水保育所
- 福岡市立隅田保育所
- 福岡市立千代保育所
- 福岡市立那珂保育所
- 福岡市立東清水保育所

#### 中央区
- 厚徳会大日保育園
- さくら保育園
- 大手門保育園
- 中央保育園
- 舞鶴保育園

#### 西区
- 福岡市立姪浜保育所
- 福岡市立壱岐保育所
- 福岡市立城の原保育所

#### 早良区
- 福岡市立入部保育所
- 福岡市立内野保育所
- 福岡市立田隈保育所
- 福岡市立南庄保育所
- 福岡市立脇山保育所

### 北九州市

#### 門司区
- 北九州市立新門司保育所
- 北九州市立吉野保育所
- 北九州市立早鞆保育所

#### 若松区
- 北九州市立積徳保育所
- 北九州市立畑保育所
- 北九州市立修多羅保育所
- 北九州市立若松コスモス保育所

#### 戸畑区
- 北九州市立三六保育所
- 北九州市立天籟寺保育所
- 北九州市立西戸畑保育所
- 北九州市立初音保育所

#### 小倉北区
- 北九州市立篠崎保育所
- 北九州市立下富野保育所
- 北九州市立白銀保育所
- 北九州市立東篠崎保育所
- 北九州市立今町保育所

#### 小倉南区
- 北九州市立徳力保育所
- 北九州市立徳吉保育所
- 北九州市立蜷田保育所
- 北九州市立貫保育所

#### 八幡東区
- 北九州市立中央保育所
- 北九州市立堂山保育所
- 北九州市立八幡東さくら保育所

#### 八幡西区
- 北九州市立穴生保育所
- 北九州市立折尾保育所
- 北九州市立黒崎保育所

## 私立保育所

### 福岡市

#### 東区
- あかつき保育園
- 愛咲美保育園
- 綾杉保育園
- オリーブ保育園
- 香椎浜保育園
- 香住ケ丘保育園
- かんな保育園
- 光和保育園
- 第二光和保育園
- さわらび保育園
- 静ケ丘保育園
- 順和保育園
- 松翠保育園
- 城浜保育園
- 信愛保育園
- 杉の子保育園
- 高美台保育園
- 多々良保育園
- ちどり保育園
- つぼみ保育園
- 名島保育園
- 奈多愛育園
- 博多保育園
- まごころ保育園
- 松原保育園
- まつぼっくり保育園
- みそら保育園
- みとま保育園
- 御幸保育園
- 若宮保育園

#### 西区
- 小呂保育所
- 飯盛保育園
- 今宿保育園
- 今津保育園
- 内浜保育園
- 観音寺保育園
- 北崎保育園
- 木の実保育園
- 玄界島保育園
- こじか保育園
- しもやまと保育園
- 成徳保育園
- 千里保育園
- 第2ひまわり保育園
- 太郎保育園
- 西浦保育園
- 野方保育園
- 能古保育園
- ひなぎく保育園
- ひまわり保育園
- 福重保育園
- めぐみ保育園
- 和光保育園
- おひさま保育園
- あたごはま保育園

#### 博多区
- 堅粕保育園
- 光応寺保育園
- 光薫寺保育園
- 五十川保育園
- 雑餉隈保育園
- 松月保育園
- 第2どろんこ夜間保育園
- 月隈保育園
- 月のうさぎ保育園
- つくし保育園
- どろんこ保育園
- ナーランダ保育園
- 花ぞの保育園
- 東住吉保育園
- 光の園保育園
- 福岡リズム保育園
- 星の子保育園
- みなと保育園
- 南福岡保育園
- 吉塚カトリック保育園
- わかば保育園

#### 中央区
- あけぼの保育園
- 大手門保育園
- 大濠保育園
- くるみ保育園
- 早緑子供の園
- 城北保育園
- 白鳩保育園
- 新星保育園
- 大日保育園
- 中央保育園
- のぞみ保育園
- 野ばら保育園
- 平尾保育園
- 福浜保育園
- 舞鶴保育園

#### 城南区
- 荒江保育園
- 片江保育園
- きりん保育園
- 慈光保育園
- 白百合保育園
- 仁愛保育園
- 信明保育園
  - 信明保育園梅林分園
- すみれ保育園
- 田島保育園
- 長尾保育園
- 芙蓉保育園
- 若草保育園
- 若竹保育園
- ゆなの木保育園

#### 南区
- あすなろ保育園
- 井尻保育園
- いずみ保育園
  - いずみ保育園東花畑小学校分園
- 恵美保育園
- えんぜる保育園
- コスモス保育園
- こばと保育園
- しあわせの星保育園
- 正法寺保育園
- 泰幸保育園
- たちばな保育園
- 玉川保育園
- 筑紫ケ丘保育園
- 長住保育園
- 花畑ナーサリー
- 花畑保育園
- ひかり保育園
- みやけ保育園
- みやたけ保育園
- 屋形原保育園
- 弥永保育園
- 柳瀬保育園
- やまびこ保育園
- わかひさ保育園

#### 早良区
- あおば保育園
- エミール保育園
- こぐま保育園
  - こぐま保育園有住小学校分園
  - こぐま保育園賀茂小学校分園
- さわら保育園
- しかた保育園
- 信和保育園
- 第二高取保育園
- 高取保育園
- ナーサリーライムスクール
- 西新保育園
- 野芥保育園
- 原西保育園
- ひばり保育園
- ふたば保育園
- 豊庄保育園
- 星の原団地保育園
- みどり保育園
- ゆりか保育園
- りんどう保育園
- 若杉保育園

### 北九州市

#### 門司区
- 花かご保育園
- ルンビニー保育園
- 恒見保育園
- 萩ヶ丘保育園
- 大川保育園
- 白野江保育園
- 門司保育所みどり園
- 広済寺保育園
- 鎮西保育園
- 西光保育園
- みなと保育所
- すみれ保育所
- 清滝保育園
- 古城保育園
- 藤松保育園

#### 若松区
- 石峰保育所
- 日吉保育園
- 若松乳児保育所
- 松美保育園
- 高須保育園
- 鴨生田保育園
- 大鳥居保育園
- 二島保育所
- 小石保育所
- 原町乳児保育所

#### 戸畑区
- 戸畑保育所わかば園
- 一枝保育所
- 中原保育園
- 西中原保育園
- 牧山保育園

#### 小倉北区
- 長浜保育園
- 到津乳児保育園
- あおば乳児保育園
- 金田保育園
- 光沢寺保育園
- 愛の園保育園
- 三郎丸保育園
- 貴船保育園
- キンダーポート保育園
- 神岳保育園
- 片野保育園
- 西教寺乳児保育園
- 井堀保育園
- 高坊保育園
- れんげの花保育園
- れんげ乳児保育園
- 足原だきしめ保育園
- 光沢寺第二保育園
- 清水保育所
- 到津保育所
- 上富野保育所
- 三萩野保育園
- 南丘保育所

#### 小倉南区
- あさひ保育園
- 双葉保育園
- 白鳩保育園
- きくが丘保育園
- 広徳保育園
- 曽根保育園
- みのり保育園
- 専城乳児保育園
- あけぼの保育園
- おぶね保育園
- ひかり保育園
- 光法保育園
- こじか保育園
- 洗心保育園
- 花園保育園
- 守恒保育園
- 朽網保育園
- 高倉保育園
- 竜光保育園
- 聖母園保育園
- 旭ヶ丘保育園
- 日豊保育園
- 大浜保育園
- 三ツ葉保育園
- ゆたか保育園
- のぞみ保育園
- みずほ野保育園
- 城野保育園
- 若園保育所
- 北方なかよし保育園
- 葛原保育園
- 前之園保育園

#### 八幡東区
- 高槻保育園
- 杉の実乳児保育園
- 清心保育園
- ふたば保育園
- 神田杉の実保育園
- 小百合保育園
- 春の町保育園
- つばさ保育園
- 高見の森保育園
- 大蔵保育園

#### 八幡西区
- 旭ヶ丘保育園
- マリア保育園
- 幸神保育園
- さかえ保育園
- 熊西保育園
- 塔野保育園
- 藤田保育園
- 光保育園
- 済美保育園
- 別所保育園
- 則松保育園
- 本城西保育園
- 浅川保育園
- 若竹保育園
- 池田保育園
- 杉の子保育園
- 木屋瀬保育園
- 岩崎保育園
- 聖愛保育園
- 引野保育園
- 鳴水保育園
- 栄美保育園
- いちご保育園
- 萩原保育所
- 折尾丸山保育所
- 楠橋保育所
- 陣山乳児保育所
- 永犬丸保育所
- うさぎ保育所
- 東筑保育園